# Krystin Pellerin
Krystin Pellerin (sinh ngày 12 tháng 7 năm 1983) là một nữ diễn viên kịch nghệ, truyền hình và điện ảnh người Canada.

## Tiểu sử
Pellerin sinh ra và lớn lên tại St. John's, Newfoundland. Sau khi tốt nghiệp trung học cô được tuyển chọn vào Trường kịch nghệ quốc gia Canada uy tín tại Montreal, Quebec.

## Sự nghiệp
Sau khi tốt nghiệp cô được tuyển vai trong mùa đầu tiên tại Nhà hát Soulpepper ở Toronto, Ontario. Vở diễn chuyên nghiệp đầu tiên của Pellerin là vở kịch The Real Thing của Tom Stoppard do Soulpepper sản xuất, cô thủ vai Debbie đối đầu với Megan Follows, Albert Schultz và C. David Johnson. Trong vở này cô hóa thân vào vai cô con gái nổi loạn của nhân vật Henry do Albert Schultz đóng. Cô trở lại Soulpepper trong mỗi mùa diễn và thể hiện đa dạng các vai từ chính đến phụ trong nhiều tác phẩm.
Bộ phim điện ảnh đầu tiên của Pellerin là Killing Zelda Sparks, trong đó cô đóng vai đối đầu với Vincent Kartheiser của Mad Men, còn trong tác phẩm điện ảnh thứ hai cô xuất hiện trong vai đối nghịch với Edward Furlong trong Warriors of Terra. Pellerin có màn ra mắt truyền hình trong mùa hai của The Tudors với vai Lady Elizabeth Darrell bên cạnh Jonathan Rhys Meyers, tại đó cô có năm tháng làm việc trên phim trường ở Dublin, Ireland. Vai chính đầu tiên trên truyền hình của Pellerin lại đưa cô trở về quê nhà St. John's khi vào vai Trung úy Leslie Bennett trong sê-ri dài tập Republic of Doyle của CBC Television.

## Danh sách phim
| Năm       | Tựa đề               | Vai diễn               | Chú giải                                                                                            |
| --------- | -------------------- | ---------------------- | --------------------------------------------------------------------------------------------------- |
| 2006      | Warriors of Terra    | Izzy                   | |
| 2007      | Killing Zelda Sparks | Ellen                  | |
| 2008      | The Tudors           | Lady Elizabeth Darrell | 4 tập                                                                                               |
| 2010      | Lost Girl            | Jenny                  | Tập: "Faetal Attraction"                                                                            |
| 2010-2014 | Republic of Doyle    | Leslie Bennett         | Vai chính Đề cử – Giải Gemini cho nữ diễn viên chính xuất sắc nhất trong một vai chính kịch kéo dài |
| 2013      | The Listener         | Kathy Slocum           | |
| 2015      | Saving Hope          | Elaine                 | Tập: Remains of the Day                                                                             |
| 2016      | Reign                |                        | Tập: To the Death                                                                                   |